# Liste Wuppertaler Bahnhöfe
In Wuppertal befinden und befanden sich für den Eisenbahnpersonenverkehr folgende
- Fernbahnhöfe, dort halten
  - Intercity-Express- (ICE)
  - InterCity-Züge (IC)
- Regionalbahnhöfe, dort halten
  - Regional-Expresse (RE)
  - Regionalbahnen (RB)
- S-Bahnhöfe, dort halten
  - S-Bahnen (S)

Insgesamt gab es 36 Bahnhöfe auf dem Stadtgebiet, von welchen noch 13 in Betrieb sind. Diese sind mit Ausnahme des Umschlagbahnhofs Langerfeld alle für den Personenverkehr ausgelegt.
| Bahnhof                                                       | Abkürzung | Preisklasse | Gleise | Baujahr | Stilllegung                      | Bild | Linien | Strecken (†: stillgelegt)                                                                                         |
| ------------------------------------------------------------- | --------- | ----------- | ------ | ------- | -------------------------------- | ---- | --- | --- |
| Wuppertal Hbf 51° 15′ 17″ N, 7° 9′ 0″ O                       | KW        | 2           | 5      | 1847    |                                  |      | ICE 10, ICE 31, ICE 43, ICE 91 IC 30, IC 31, IC 32, IC 55 RE 4, RE 7, RE 13, RE 49 RB 48 S 7, S 8, S 9, S28 | Düsseldorf–Elberfeld Elberfeld–Dortmund Burgholzbahn †                                                            |
| Barmen Haltepunkt 51° 16′ 2″ N, 7° 11′ 40″ O                  | KWBA      | 4           | 4      | 1913    |                                  |      | RE 4, RE 13 RB 48 S 7, S 8, S 9                                                                             | Elberfeld–Dortmund                                                                                                |
| Beyenburg Bahnhof 51° 14′ 55″ N, 7° 17′ 26″ O                 | KWBE      |             |        | 1890    | 1979                             |      | | Wuppertalbahn †                                                                                                   |
| Boltenberg Haltepunkt 51° 14′ 15″ N, 7° 6′ 38″ O              |           |             |        | 1905    | 1988                             |      | | Burgholzbahn † |
| Burgholz Haltepunkt 51° 13′ 38,3″ N, 7° 7′ 28,7″ O            |           |             |        | 1905    | 1988                             |      | | Burgholzbahn † |
| Cronenberg Bahnhof 51° 12′ 24″ N, 7° 8′ 11″ O                 | KWCB      |             |        | 1891    | 1988                             |      | | Burgholzbahn † |
| Cronenfeld Haltepunkt 51° 12′ 55″ N, 7° 8′ 46″ O              |           |             |        | 1891    | 1988                             |      | | Burgholzbahn † |
| Dornap-Hahnenfurth Bahnhof 51° 14′ 58″ N, 7° 2′ 34″ O         | KDOH      |             |        | 1879    | 1991 nur für den Personenverkehr |      | | Wuppertaler Nordbahn                                                                                              |
| Dorp Haltepunkt 51° 15′ 16″ N, 7° 3′ 26″ O                    |           |             |        | 1954    | 1991                             |      | | Wuppertaler Nordbahn †                                                                                            |
| Hahnenfurth/Düssel Haltepunkt 51° 15′ 37″ N, 7° 6′ 43″ O      | KWHD      |             | 1      | 2020    |                                  |      | S 28 | Verbindungsstrecke Wuppertaler Nordbahn – Prinz-Wilhelm-Eisenbahn                                                 |
| Heubruch Bahnhof 51° 16′ 29″ N, 7° 11′ 54″ O                  | KWHE      |             |        | 1879    | 1991                             |      | | Wuppertaler Nordbahn †                                                                                            |
| Hindenburgstraße Haltepunkt 51° 14′ 44″ N, 7° 6′ 45″ O        |           |             |        | 1950    | 1988                             |      | | Burgholzbahn † |
| Küllenhahn Bahnhof 51° 13′ 37″ N, 7° 8′ 11″ O                 |           |             |        | 1897    | 1988                             |      | | Burgholzbahn † |
| Laaken Haltepunkt 51° 15′ 15″ N, 7° 14′ 35″ O                 |           |             |        | 1952    | 1979                             |      | | Wuppertalbahn †                                                                                                   |
| Langerfeld Umschlagbahnhof 51° 16′ 50″ N, 7° 14′ 59″ O        | KWL       |             | 21     | 1910    |                                  |      | Güterverkehr                                                                                                | Elberfeld–Dortmund Wuppertal-Oberbarmen – Wuppertal-Wichlinghausen                                                |
| Langerfeld Haltepunkt 51° 16′ 41″ N, 7° 14′ 35″ O             | KWLP      |             | 2      | 1946    |                                  |      | S 8, S 9 | Elberfeld–Dortmund                                                                                                |
| Loh Bahnhof                                                   | KWLO      |             |        | 1879    | 1991                             |      | | Wuppertaler Nordbahn † Loh–Hatzfeld †                                                                             |
| Lüntenbeck Haltepunkt 51° 14′ 43″ N, 7° 4′ 57″ O              |           |             |        | 1952    | 1991                             |      | | Wuppertaler Nordbahn †                                                                                            |
| Mirke Bahnhof                                                 | KWM       |             |        | 1879    | 1991                             |      | | Wuppertaler Nordbahn †                                                                                            |
| Nächstebreck Haltepunkt 51° 17′ 54″ N, 7° 14′ 17″ O           |           |             |        | 1884    | 1979                             |      | | Wuppertal-Wichlinghausen–Hattingen †                                                                              |
| Neuenhof Haltepunkt 51° 13′ 31″ N, 7° 8′ 46″ O                |           |             |        | 1954    | 1988                             |      | | Burgholzbahn † |
| Oberbarmen Bahnhof 51° 16′ 27″ N, 7° 13′ 17″ O                | KWO       | 3           | 6      | 1847    |                                  |      | RE 4, RE 7, RE 13 RB 48 S 7, S 8, S 9                                                                       | Elberfeld–Dortmund Wuppertal-Oberbarmen – Opladen Wuppertal-Oberbarmen – Wuppertal-Wichlinghausen Wuppertalbahn † |
| Öhde Haltepunkt 51° 15′ 29″ N, 7° 13′ 57″ O                   |           |             |        | 1890    | 1979                             |      | | Wuppertalbahn †                                                                                                   |
| Ostersbaum Haltepunkt 51° 16′ 2″ N, 7° 9′ 29″ O               |           |             |        | 1952    | 1991                             |      | | Wuppertaler Nordbahn †                                                                                            |
| Ottenbruch Bahnhof 51° 15′ 43″ N, 7° 7′ 28″ O                 | KWOT      |             |        | 1879    | 1991                             |      | | Wuppertaler Nordbahn †                                                                                            |
| Rauenthal Betriebsbahnhof 51° 16′ 8″ N, 7° 14′ 15″ O          | KWR       |             |        | 1889    |                                  |      | | Wuppertal-Oberbarmen–Opladen                                                                                      |
| Ronsdorf Bahnhof 51° 13′ 35″ N, 7° 12′ 56″ O                  | KWRO      | 5           | 2      | 1868    |                                  |      | S 7 | Wuppertal-Oberbarmen–Opladen                                                                                      |
| Rott Haltepunkt 51° 16′ 21″ N, 7° 11′ 26″ O                   |           |             |        | 1952    | 1991                             |      | | Wuppertaler Nordbahn †                                                                                            |
| Sonnborn Haltepunkt 51° 14′ 26″ N, 7° 5′ 46″ O                | KWSO      | 4           | 2      | 1870    |                                  |      | S 8, S 9 | Düsseldorf–Elberfeld                                                                                              |
| Steinbeck Bahnhof 51° 15′ 3″ N, 7° 8′ 24″ O                   | KWS       | 5           | 2      | 1841    |                                  |      | S 8, S 9, S 28                                                                                              | Düsseldorf–Elberfeld Burgholzbahn †                                                                               |
| Unterbarmen Bahnhof 51° 15′ 32″ N, 7° 10′ 16″ O               | KWU       | 4           | 2      | 1870    |                                  |      | S 7, S 8, S 9                                                                                               | Elberfeld–Dortmund                                                                                                |
| Varresbeck Bahnhof 51° 15′ 10″ N, 7° 5′ 51″ O                 | KWVA      |             |        | 1879    | 1991                             |      | | Wuppertaler Nordbahn †                                                                                            |
| Vohwinkel Keilbahnhof 51° 14′ 3″ N, 7° 4′ 18″ O               | KWV       | 3           | 8      | 1841    |                                  |      | RE 4, RE 13, RE 49 RB 48 S 8, S 9, S 28, S 68                                                               | Düsseldorf–Elberfeld Prinz-Wilhelm-Eisenbahn Wuppertaler Nordbahn † Korkenzieherbahn †                            |
| Vohwinkel Rangierbahnhof 51° 13′ 25″ N, 7° 3′ 3″ O            |           |             |        | 1907    | 1982                             |      | | Düsseldorf–Elberfeld                                                                                              |
| Wichlinghausen Bahnhof 51° 16′ 44″ N, 7° 13′ 20″ O            | KWW       |             |        | 1879    | 1991                             |      | | Wuppertaler Nordbahn † Wuppertal-Wichlinghausen–Hattingen †                                                       |
| Wülfrath-Aprath Haltepunkt 51° 16′ 6″ N, 7° 4′ 21″ O          | EWAP      | 5           | 2      | 1847    |                                  |      | S 9 | Prinz-Wilhelm-Eisenbahn                                                                                           |
| Zoologischer Garten Haltepunkt 51° 14′ 36,7″ N, 7° 6′ 26,2″ O | KWZ       | 4           | 2      | 1880    |                                  |      | S 8, S 9, S 28                                                                                              | Düsseldorf–Elberfeld                                                                                              |